# Bolesław Lisowski
Bolesław Lisowski (ur. 23 października 1886 w Dziembrowie, zm. 31 grudnia 1942 w okolicach Szczuczyna) – polski inżynier rolnik, działacz polityczny, poseł na Sejm Ustawodawczy oraz na Sejm Litwy Środkowej.

## Życiorys
Ukończył studia na Wydziale Dróg i Mostów Politechniki Lwowskiej. W czasie I wojny światowej służył w latach 1917–1918 w I Korpusie Polskim na Wschodzie, organizator i członek Samoobrony Litwy i Białorusi, dowódca Szczuczyńskiego Oddziału Samoobrony. W latach 1919–1921 służył zawodowo w 13. Pułku Ułanów dochodząc do stopnia rotmistrza. W jego szeregach wziął udział w akcji zajmowania Wileńszczyzny. W styczniu 1922 roku wybrany na posła do Sejmu Wileńskiego, członek Zespołu Stronnictw i Ugrupowań Narodowych. W Sejmie Ustawodawczym złożył akces do ZLN.
W okresie międzywojennym prowadził majątki rodzinne w Lacku Wysokim i Szczuczynku (oba w pow. Szczuczyn); własny majątek Smaszew w powiecie Konin oddał w dzierżawę. 
W czasie II wojny światowej we wrześniu 1939 roku był komendantem placu Twierdzy Osowiec. Zamordowany przez nieznanych sprawców w czasie podróży z Lacka Wysokiego do Szczuczyna.

## Ordery i odznaczenia
- Krzyż Oficerski Orderu Odrodzenia Polski (27 listopada 1929)[1]
- Złoty Krzyż Zasługi (25 września 1929)[2]
- dwukrotnie Krzyż Walecznych[3]